# Милутинов, Никола
Нико́ла Милути́нов (серб. Никола Милутинов; род. 30 декабря 1994, Нови-Сад) — сербский баскетболист, играющий на позиции центрового. Выбран под общим 26-м номером на драфте НБА 2015 года «Сан-Антонио Спёрс».

## Карьера
Начинал заниматься в юниорской команде «Хемофарма», где и дебютировал на взрослом уровне.
В 17-летнем возрасте играл в Евролиге за белградский «Партизан», а последние 5 сезонов провёл в составе греческого «Олимпиакоса».
В июне 2020 года Милутинов подписал 3-летний контракт с ЦСКА.
В декабре 2020 года Милутинов был признан «Самым ценным игроком» Евролиги по итогам месяца. В 6 матчах Никола в среднем набирал 12,3 очка и 12,5 подбора, а его средний показатель полезности составил 24,0 балла.
29 января 2021, в матче Евролиги против «Баварии» (66:69), Милутинов получил травму правого плечевого сустава и выбыл до конца 2020/2021. Николе потребуется операция и последующая реабилитация.
По итогу регулярного сезона Единой лиги ВТБ 2022/2023 Милутинов был признан «Самым ценным игроком». Никола стал первым в Лиге по подборам (9,1) и вошёл в ТОП-10 чемпионата по результативности (16,1 очка). Показатель эффективности в среднем по сезону (28,4) стал рекордным за всю историю Единой лиги ВТБ. Кроме того, в регулярном сезоне Милутинов совершил 13 дабл-даблов.
В сезоне 2022/2023 Милутинов стал бронзовым призёром Единой лиги ВТБ, бронзовым призёром чемпионата России и серебряным призёром Суперкубка Единой лиги ВТБ.
За 3 сезона в составе ЦСКА Милутинов провёл 119 матчей, в которых набирал в среднем 12,2 очка, 8,6 подбора, 1,3 передачи и 0,6 блок-шота.

## Достижения

### Клубные
- Чемпион Адриатической лиги: 2012/2013
- Чемпион Единой лиги ВТБ: 2020/2021
- Серебряный призёр Единой лиги ВТБ: 2021/2022
- Бронзовый призёр Единой лиги ВТБ: 2022/2023
- Обладатель Суперкубка Единой лиги ВТБ: 2021
- Серебряный призёр Суперкубка Единой лиги ВТБ: 2022
- Чемпион Греции: 2015/2016
- Чемпион России: 2020/2021
- Чемпион Сербии (2): 2012/2013, 2013/2014
- Серебряный призёр чемпионата России: 2021/2022
- Бронзовый призёр чемпионата России: 2022/2023

### Сборная Сербии
- Серебряный призёр чемпионата мира: 2023
- Серебряный призёр чемпионата мира (до 19 лет): 2013